# جمال الشريف (حكم)
جمال الشريف (مواليد 8 ديسمبر 1957) حكم كرة قدم دَولي سوري، وخبير تحكيم وتحليل في الإعلام الرياضي.

## سيرته
حكم في بطولات دولية عديدة منها بطولة كأس العالم لكرة القدم 1986 وبطولة كأس العالم لكرة القدم 1990 وبطولة كأس العالم لكرة القدم 1994، كأس العالم للشباب 1985 في الاتحاد السوفيتي. الدورة الأولمبية في سيؤول 1988 وأدار فيها مباراة الاتحاد السوفيتي وإيطاليا في الدور نصف نهائي، كأس آسيا مرتين الأولى في هوريشيما 1992 وأدار النهائي والتالي يكون أول حكم سوري يشارك في النهائيات وأول عربي يقود النهائي الآسيوي، وشارك في نهائي كأس آسيا في الإمارات 1996 وشارك أيضا في نهائيات كأس الأمم الإفريقية في الجزائر 1990 وتونس 1994إضافة للكثير من البطولات الآسيوية والعربية.
وقاد عددا من المباريات الهامة في دوريات مصر (الأهلي والزمالك مرتين 1990 و1993)، وأيضا شاركت بإدارة نصف نهائي كأس مصر بين المصري والأهلي، وكنت قد أدرت ثلاث مباريات لمنتخب مصر في نطاق استعداده لكأس أفريقيا 1994 وفي دوريات لبنان والكويت وقطر والإمارات وإيران واليابان والعديد من البطولات والمباريات الآسيوية والإفريقية وفي بطولات الكونكاكاف، وثلاث مباريات لمنتخب الياباني مع الصين وليفركوزن ألماني ونادي برازيلي في نطاق دورة كيرين الدولية ومعظم المسابقات والبطولات العربية
انتسبت إلى التحكيم عام 1975 ورفعت إلى الدرجة الثانية عام 1978 ثم الدرجة الأولى عام 1982 ورشحت على اللائحة الدولية عام 1983 ونلت الشارة الدولية عام 1985 حيث كان شرط الحصول على الشارة وهو البقاء على اللائحة عامين متتاليين وإدارت مباراتين دوليتين من الفئة آ، بقيت على اللائحة الدولية حتى نهاية عام 1999 وكنت قد اعتزلت التحكيم في فبراير/شباط عام 1999 بعد نهاية مباراة دربي مدينة حمص بين الكرامة والوثبة. ويعمل حالياً في بي إن سبورت.

## روابط خارجية
- جمال الشريف على موقع Soccerway.com (الإنجليزية)
- جمال الشريف على موقع أوليمبيديا (الإنجليزية)